# Roncus pripegala
Espèce
Roncus pripegala est une espèce de pseudoscorpions de la famille des Neobisiidae.

## Distribution
Cette espèce est endémique de Croatie. Elle se rencontre à Neorić dans la grotte Velika Špilja.

## Publication originale
- Ćurčić, 1988 : Cave-dwelling pseudoscorpions of the Dinaric karst. Slovenska Akademija Znanosti in Umetnosti, Ljubljana, p. 1-192.